# Microgale soricoides
Microgale soricoides is een zoogdier uit de familie van de tenreks (Tenrecidae). De wetenschappelijke naam van de soort werd voor het eerst geldig gepubliceerd door Paulina Jenkins in 1993.

## Voorkomen
De soort komt voor in oostelijk Madagaskar.